# Claudio Magris
Claudio Magris (Trst, 10. travnja 1939.) vrstan je germanist, književnik i kritičar, poznat kao jedan od najvećih stručnjaka za povijest i kulturu središnje Europe. 
U svom esejističkom, književnom i novinarskom radu, prije svega kao dugogodišnji kolumnist dnevnika Corriere della Serra, nikada se nije libio u prvi plan staviti pojedinca i svoju očaranost zbiljom, stvarima koje uistinu postoje te osobama koje su stvarno živjele i žive. Za zbirku Mikrokozmi Magris je 1997. dobio nagradu Strega, najvažnije talijansko literarno priznanje, nagradu Erasmus 2001. godine, dok 2004. pamti po španjolskoj nagradi princa od Asturije. 

## Djela
Do sada je objavio:
- Il mito asburgico nella letteratura austriaca moderna, Einaudi, Torino, 1963.,
- Lontano da dove: Joseph Roth e la tradizione ebraico-orientale, Einaudi, Torino, 1971.,
- L'anarchico al bivio: Intellettuale e politica nel teatro di Dorst, (u koautorstvu s Cesareom Casesom), Einaudi, Torino, 1974.
- L'altra ragione: Tre saggi su Hoffmann, Stampatori, Torino, 1978.,
- Dietro le parole, Garzanti, Milano, 1978.,
- Itaca e oltre, Garzanti, Milano,1982.,
- Trieste: un'identita di frontiera (u koautorstvu s Angelom Arom), Einaudi, Torino, 1982., hrvatsko izdanje: Trst: identitet granice, Durieux, Zagreb, 2002.,
- L’anello di Clarisse, Einaudi, Torino, 1984.,
- Quale totalita, Guida, Napoli, 1985.,
- Danubio, Garzanti, Milano,1986. hrvatsko izdanje: Dunav, Grafički zavod Hrvatske, 1989.,
- Illazioni su una sciabola, Cariplo-Laterza, Milano-Bari, 1984.; Studio Tesi, Pordenone, 1986.; Garzanti, Milano, 1992, hrvatsko izdanje: Nagađanja o sablji, Grafički zavod Hrvatske, Zagreb,1990.,
- Stadelmann Garzanti libri, Milano, 1988., hrvatsko izdanje: Stadelmann, Durieux, Zagreb,1995.,
- Un altro mare, Garzanti, Milano, 1991., hrvatsko izdanje: Ono drugo more, Durieux, Zagreb, 1993.,
- Il Conde, Il Nuovo Melangolo, Genova, 1993.,
- Le voci, Edizioni dell'Elefante, Rim, 1994., Melangolo, Genova, 1996.,
- Utopia e disincanto, Garzanti, Milano, 1999.,
- La Mostra, Garzanti libra, Milano, 2001., hrvatsko izdanje: Izložba, Izdavački centar Rijeka, Rijeka, 2005.